# Dreibrunnen
Dreibrunnen ist eine Marienwallfahrtskirche im Seelsorgebereich der Katholischen Pfarr- und Kirchgemeinde Wil im Gebiet der ehemaligen Gemeinde Bronschhofen im Ostschweizer Kanton St. Gallen und steht (als Kulturgut von nationaler Bedeutung) auf der Liste der Kulturgüter in Wil SG. 2011 wurde am Wallfahrtsort Maria Dreibrunnen eine Niederlassung der Schweizer Franziskaner gegründet. Als Nachfolger von Pater Fidelis Schorer OFM ist seit 2014 der Franziskanerpater Raphael Fässler OFM Wallfahrtspriester in Maria Dreibrunnen.

## Geschichte
1275 wurde Dreibrunnen als «Tüffenbrunnen, Tiunbrunnen» erstmals erwähnt. Der Name Dreibrunnen ergab sich aus den drei Wasserquellen, die in der Nähe entspringen.
Gegründet wurde Dreibrunnen durch die Grafen von Toggenburg, welche die Kirche und den zugehörigen Hof 1289 dem Kloster Rüti schenkten. 1330 wurde Dreibrunnen als Pfarrkirche dem Kloster Rüti inkorporiert. Die Marienkirche besass selbstständiges Recht, war Pfarrkirche für die damals zugeteilten Höfe Trungen  und teilweise Mörikon  und dem Bistum Konstanz unterstellt. Ab dem 15. Jahrhundert wurde die Kirche durch einen Vikar aus Wil betreut.

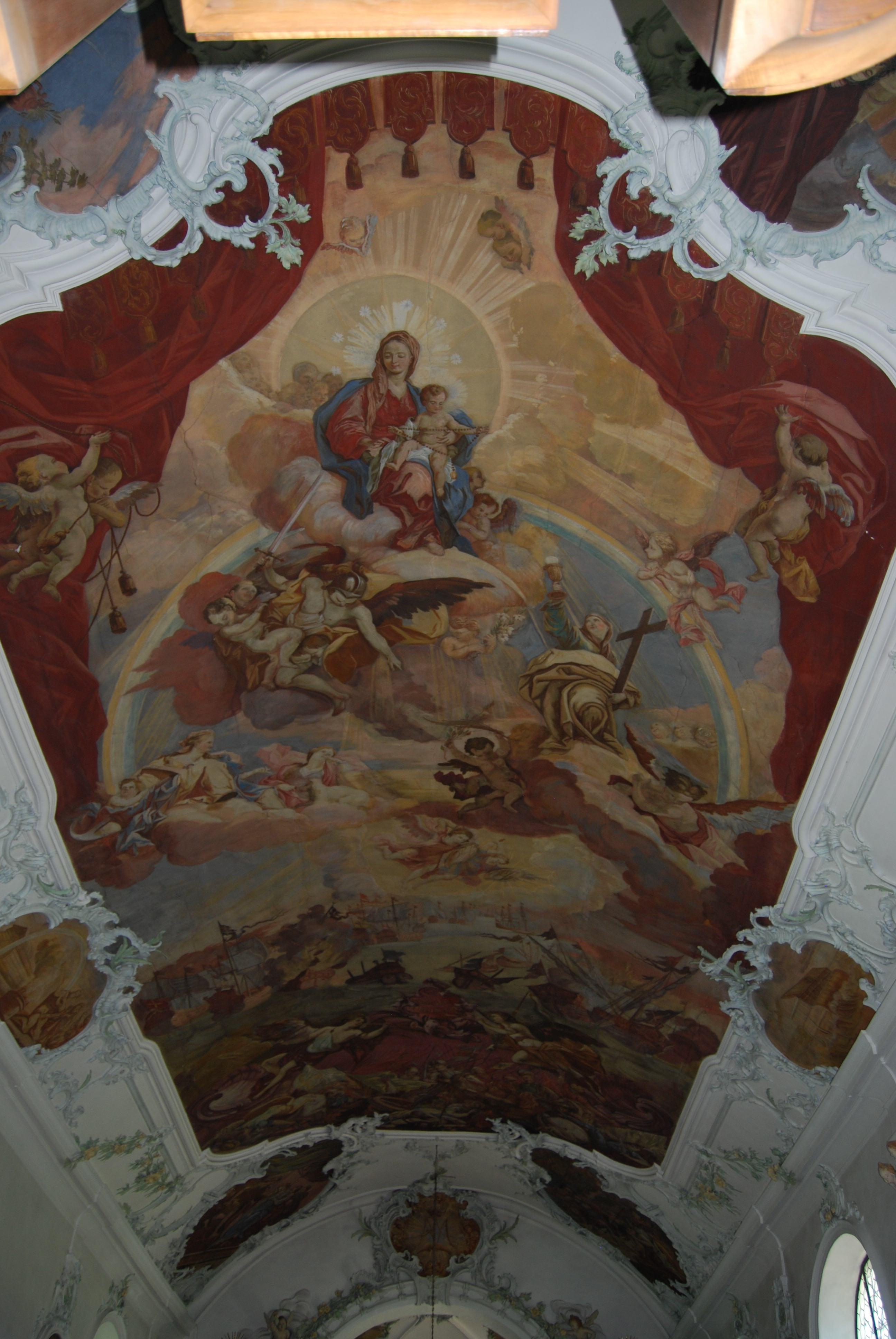
Deckengemälde von Jakob Joseph Müller (1762)

Nach der Aufhebung des Klosters Rüti wurde Dreibrunnen 1526 von Zürich an das Spital von Wil verkauft. Vermutlich in dieser Zeit setzte die Wallfahrt ein, nachdem die spätgotische Marienstatue von Rüti nach Dreibrunnen überführt worden war. 1672 wurde die Kirche als Barockbau umgestaltet; dabei wurde das Gebäude und um ein Joch nach Westen erweitert und der Chorraum neu gebaut. 1761–1763 wurde der Innenraum im Rokoko-Stil umgestaltet. 1763 übernahm die Kirchgemeinde Wil das Gebäude. 1884 erfolgte eine Innenrenovation, 1898–1899 der Bau der Säulenvorhalle (beides durch den Architekten August Hardegger) und die Umgestaltung des Dachreiters. 1932–1933 wurde eine Wallfahrtspfründe und ein Pfrundhaus gebaut. 1936 wurde der Innenraum renoviert und eine Kirchenheizung installiert; im gleichen Jahr baute Franz Gattringer (1887–1944) aus Rorschach eine neue Orgel mit 16 Registern auf zwei Manualen und Pedal. 1943 und 1955–1956 erfolgten Aussenrenovationen, und 1964–1965 eine Gesamtrestauration durch den Wiler Architekten Lukas Peterli, bei der die bis dahin vorhandene Kanzel mit Holztreppe an der Nordwand des Innenraumes entfernt und eine neue Orgelempore mit Treppenaufgang in Beton-Bauweise sowie in dunklem Schmiedeeisen ausgeführte Treppengeländer und Gittertür gebaut wurden. Seit der Restauration 1964–1965 steht die Kirche unter Denkmalschutz. 1984 erfolgte eine Aussenrenovation, 1986 eine Innenrenovation durch die Wiler Architekten Paul Holenstein und Willy Stieger. 2019 fand eine weitere Innenrenovation statt, bei der das Gewölbe mit dem Deckengemälde restauriert und eine neue Warmluftheizung im Altarraum installiert wurde. Zwischen März und Mai 2024 wurde der Emporenbereich saniert und die Orgelempore umgebaut und statisch verstärkt.
Auf den kleinen Friedhof haben die Trungener alleiniges Anrecht. Maria Dreibrunnen ist ein Baudenkmal von nationaler Bedeutung und wird als Wallfahrtskirche und Teil der katholischen Pfarr- und Kirchgemeinde Wil für liturgische Anlässe, Fortbildungen und Konzerte genutzt.

## Baubeschreibung und Ausstattung
Die Kirche ist (seit den Umgestaltungen 1672 und 1761–1763) ein langgezogener Rokokobau; die Innenausstattung stammt aus dem 18. Jahrhundert. Der Polygonalchor überragt das Kirchenschiff leicht. Achteckiger Dachreiter mit Zwiebelhelm. Loggiaartige Säulenvorhalle (1898–1899) über polygonalem Grundriss mit toskanischen Arkaden von August Hardegger. Niedriges Langhaus, gegliedert durch Lünettenfenster (Nordseite vier Fenster, Südseite fünf Fenster). Über dem Gesims ein Tonnengewölbe. Im Chor Rundbogenfenster und Stichkappengewölbe. Deckengemälde von Jakob Joseph Müller (1762): Darstellung der Seeschlacht von Lepanto 1571 und der Schlacht am Kahlenberg bei Wien 1683. Rahmende Medaillonsbilder aus dem Alten Testament. An den Wänden zehn Medaillons aus dem Leben Marias. Im Chorgewölbe Hagar in der Wüste und Maria als Mutter, Braut und Kind. Rokoko-Stukkaturen von Johann Melchior Modler. Über dem Chorbogen eine Kartusche mit Marienmonogramm. Altäre mit gedrehten Säulen, ca. 1672. Im Hochaltar spätgotisches Gnadenbild aus dem frühen 16. Jahrhundert. In der Sakristei Ziborium aus der Mitte des 17. Jahrhunderts von Josef Wieland, um 1730 von Anton Wieland und 1767–1769 von Josef Anton Seethaler.

## Orgeln

### Mathis-Orgel (2024)

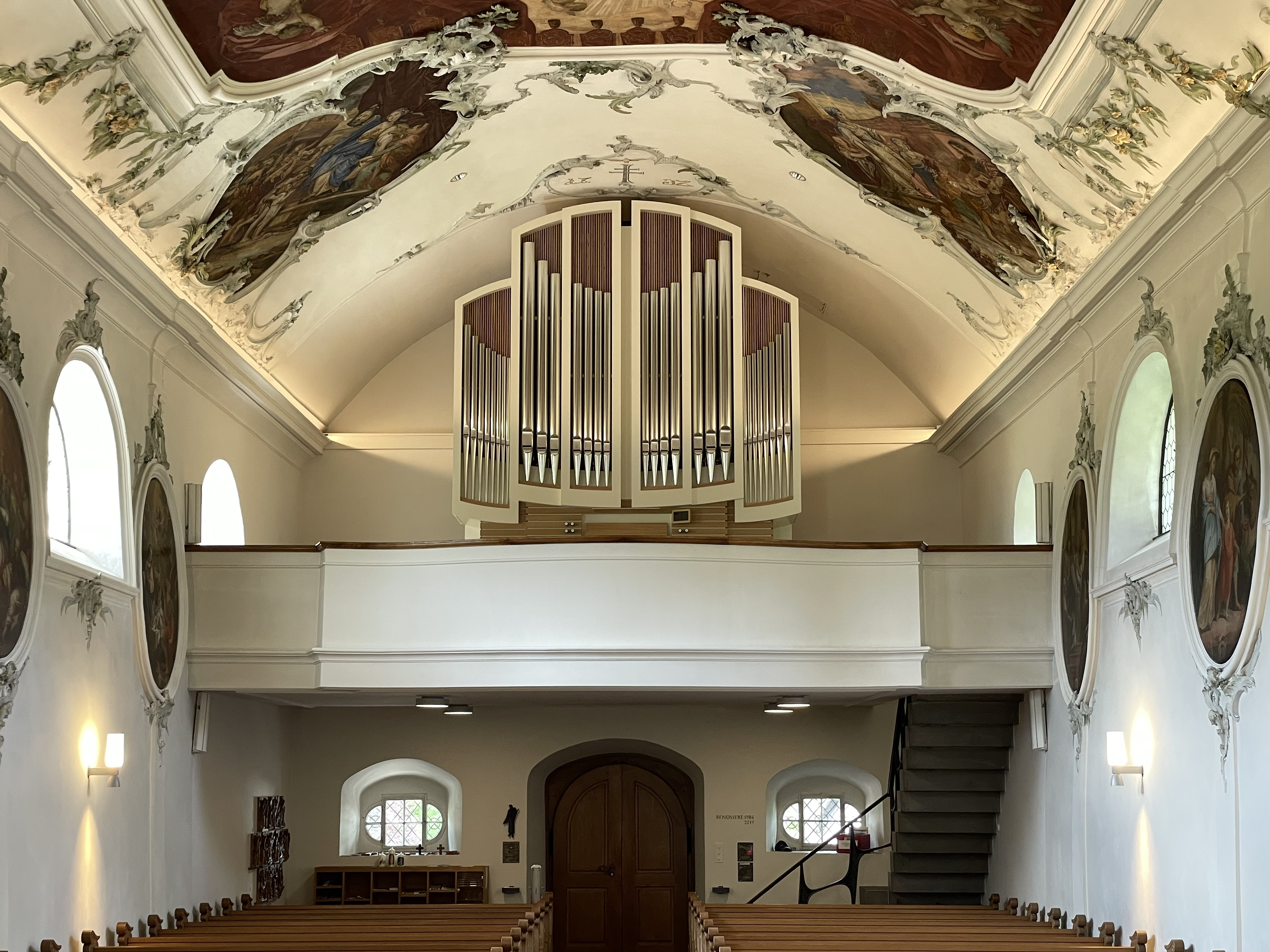
Mathis-Orgel (2024).

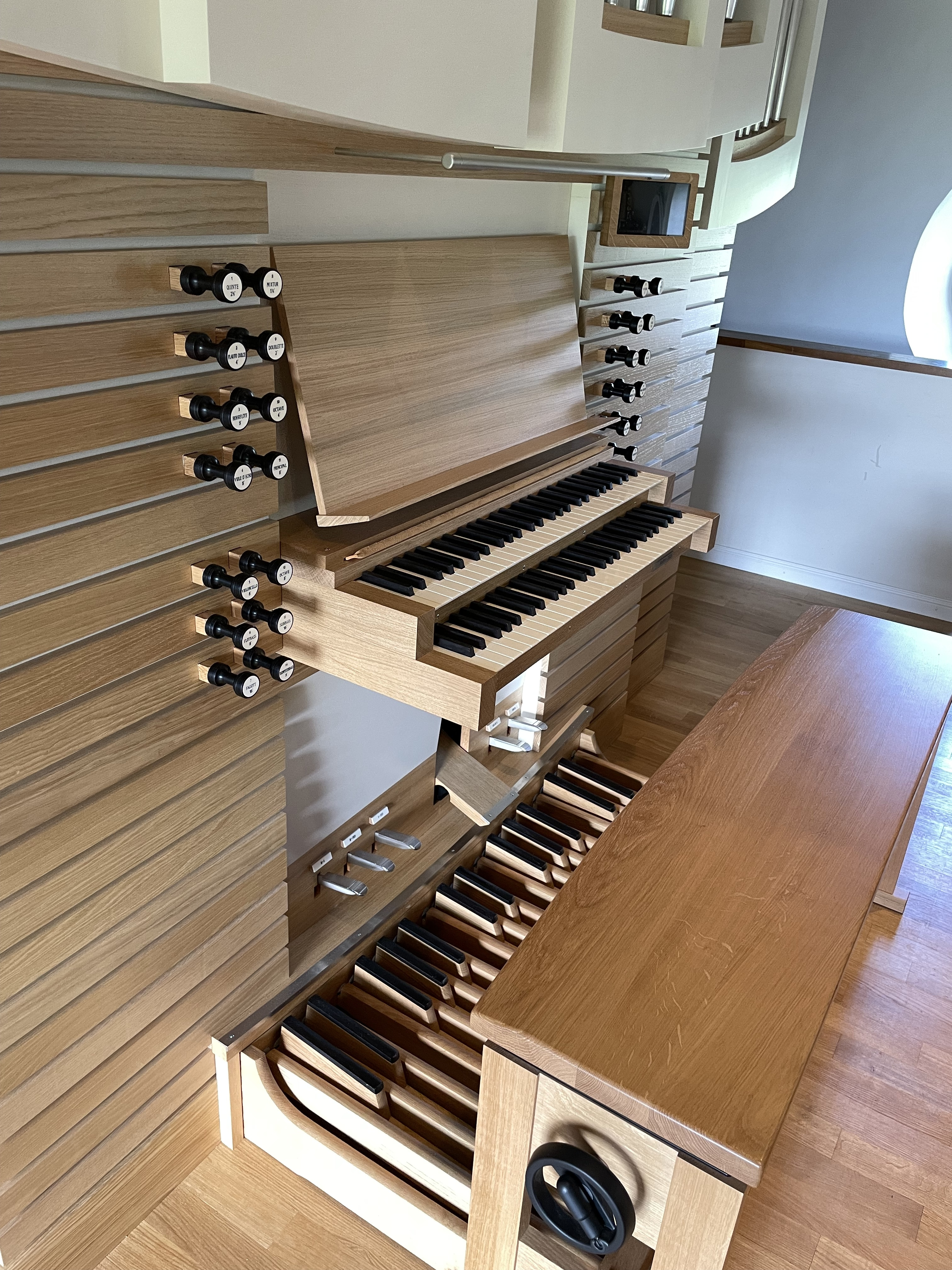
Spieltisch Mathis-Orgel (2024)

2024 wurde eine neue Orgel von Mathis Orgelbau AG, Luchsingen, mit 19 Registern (Schleifladen, mechanische Spiel- und Registertraktur) auf zwei Manualen und Pedal eingeweiht. Das Instrument ist regelmässig in Liturgie und Konzerten zu hören und wird auch für Orgelkurse, in Kooperation mit der Diözesanen Kirchenmusikschule St. Gallen, genutzt. Die Disposition:
| I Hauptwerk C–g3 |       |
| Principal        | 8′    |
| Rohrflöte        | 8′    |
| Viole d'écho     | 8′    |
| Octave           | 4′    |
| Flauto dolce     | 4′    |
| Quinte           | 2 ⁄3′ |
| Doublette        | 2′    |
| Mixtur IV        | 1 ⁄3′ |

| II Schwellwerk C–g3 |        |
| Principal secondo   | 8′     |
| Lieblich Gedeckt    | 8′     |
| Viola d'amore       | 8′     |
| Voix céleste        | 8′     |
| Fugara              | 4′     |
| Traversflöte        | 4′     |
| Nasat               | 2 ⁄3′  |
| Piccolo             | 2′     |
| Terz                | 1 3⁄5′ |
| Oboe                | 8′     |
| Tremulant           |        |

| Pedal C–f1    |     |
| Subbass       | 16′ |
| Octave        | 8′  |
| Violoncello   | 8′  |
| Flötbass      | 8′  |
| Fagott        | 16′ |
| Trompetenbass | 8′  |

- Koppeln (als Tritte): II/I, I/P, II/P. Suboktavkoppeln (als Tritte): II/I, II/II.
- Schwelltritt für II. Manual.
- Temperierung: Johann Georg Neidhardt – Für das Dorf 1732.[12]
- Anmerkungen:

1. ↑  Dis–gis1 im Prospekt.
2. ↑  C-H Holz, ab c0 Metall.
3. ↑  Elektrische Transmission Viola d'amore 8' SW.
4. ↑  C-H Holz, ab c0 Naturguss.
5. ↑  C-h1 Holz, ab c2 Metall.
6. ↑  Ab c0, Schwebung zu Viola d'amore 8'.
7. ↑  Ab c1 überblasend.
8. ↑  Ab c0 überblasend.
9. ↑  C-Gis halbe Länge, ab A volle Länge.
10. ↑  C-h0 Basson, ab c1 Hautbois.
11. ↑  Holz.
12. ↑  Elektrische Transmission Principal secondo 8' SW.
13. ↑  Elektrische Transmission Viola d'amore 8' SW.
14. ↑  Verlängerung Subbass 16'.
15. ↑  C-H Haskell-Bauweise.
16. ↑  Verlängerung Fagott 16'.

### Graf-Orgel (1967–2024)

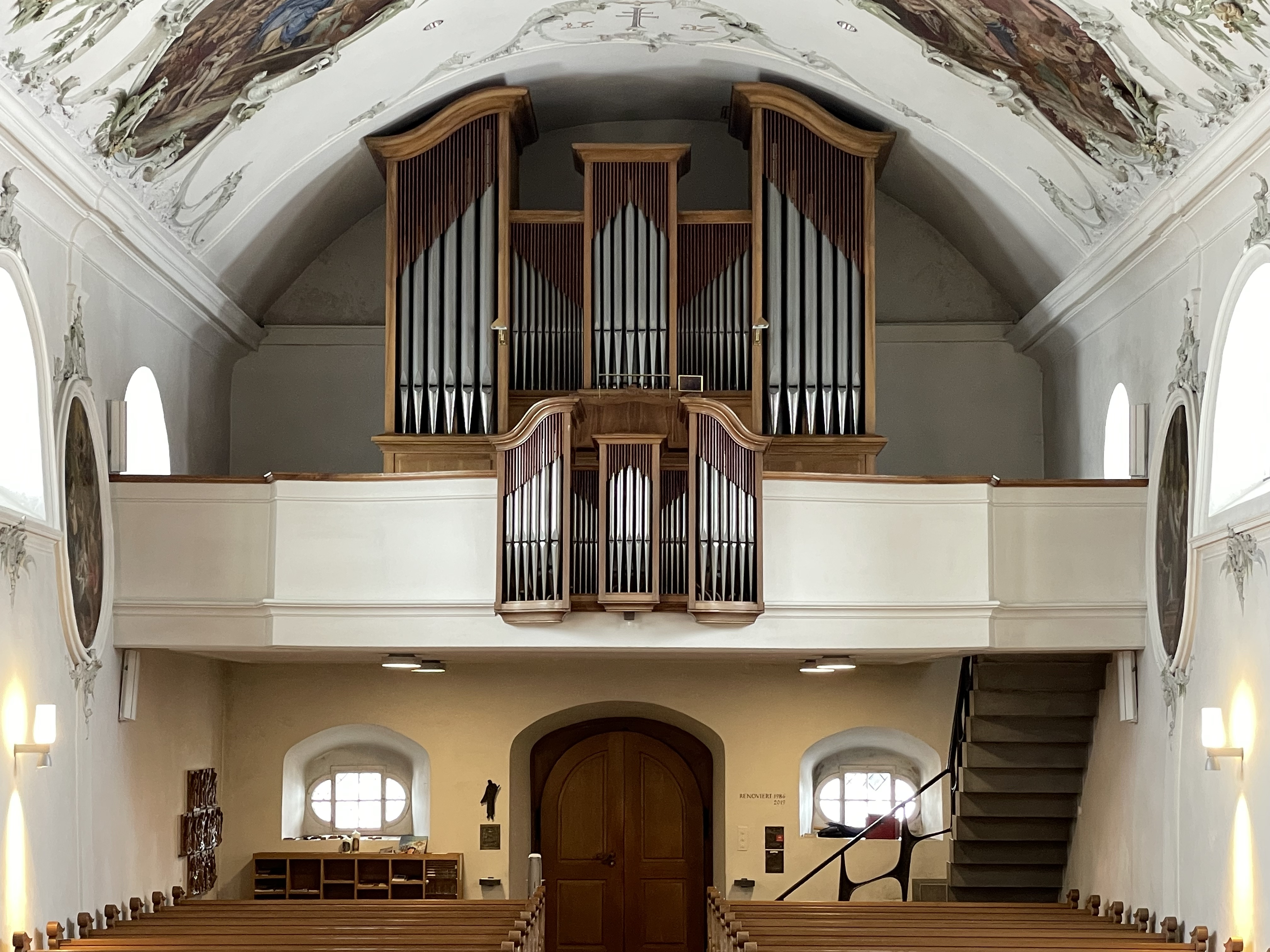
Graf-Orgel (1967)

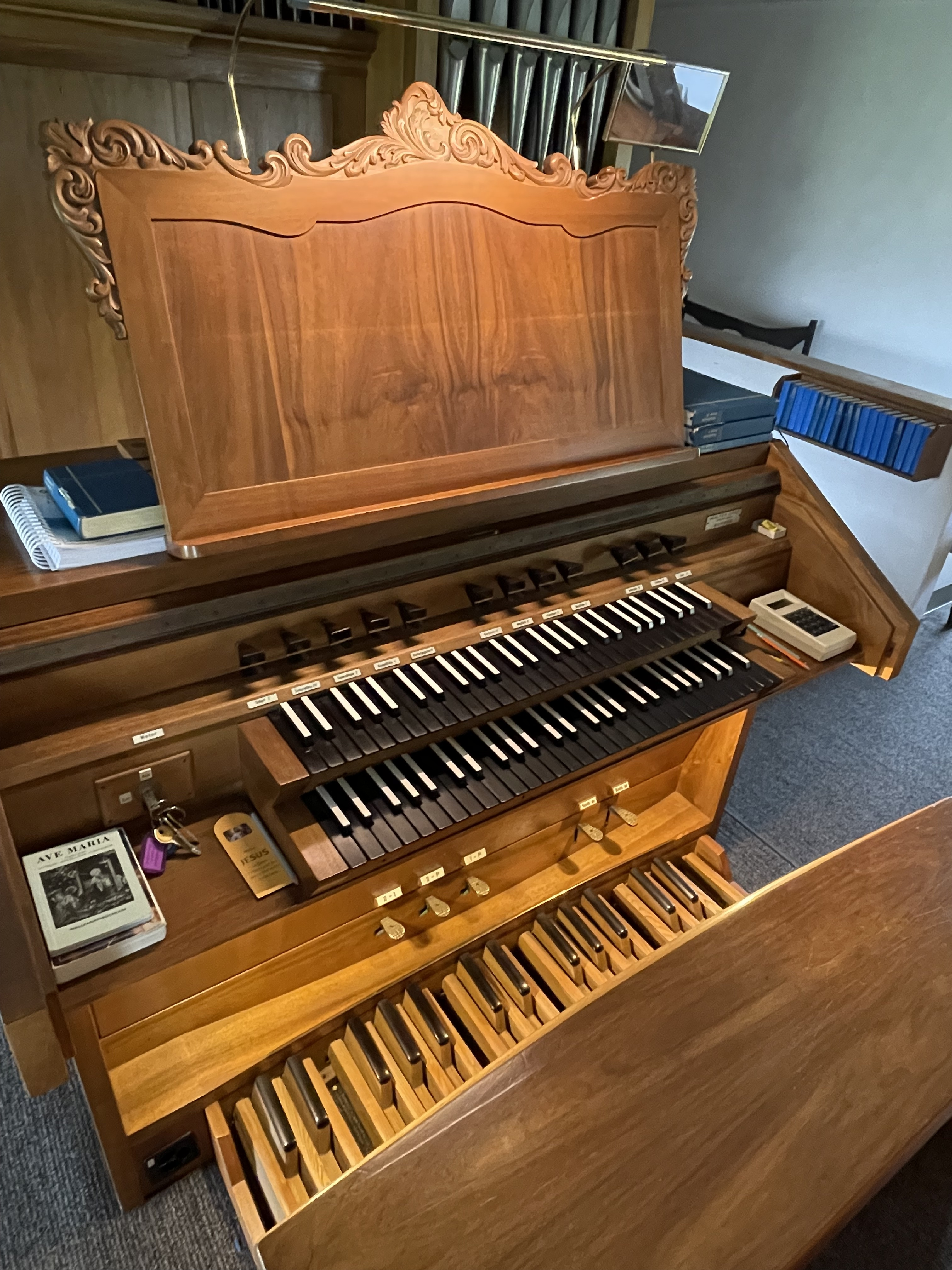
Spieltisch Graf-Orgel (1967)

1967 erbaute Orgelbau Graf (Sursee) eine Orgel mit 12 Registern auf zwei Manualen und Pedal, unter Verwendung von Pfeifenmaterial aus dem Vorgängerinstrument von Franz Gattringer aus dem Jahre 1936. 2004 wurde das Instrument von Mathis Orgelbau umgebaut und umdisponiert. Bedingt durch starken Schimmelbefall befand sich das Instrument zuletzt in einem sehr schlechten technischen und klanglichen Zustand und wurde 2024 abgetragen. Die Disposition der Graf-Orgel:
| I Hauptwerk C–g3 |    |
| Holzflöte        | 8′ |
| Praestant        | 4′ |
| Harfpfeife       | 4′ |
| Waldflöte        | 2′ |

| II Rückpositiv C–g3 |       |
| Kupfergedackt       | 8′    |
| Koppelflöte         | 4′    |
| Superoktave         | 2′    |
| Sesquialtera II     | 2 ⁄3′ |
| Scharf III          | 1′    |

| Pedal C–f1 |     |
| Untersatz  | 16′ |
| Flötbass   | 8′  |
| Zinke      | 8′  |

- Koppeln (mechanisch, als Tritte): II/I, I/P, II/P. Mechanische Drehknopfkombination. Zwei Tritte «Kombination an» und «Kombination ab».
- Anmerkungen:

1. ↑  Pfeifenmaterial aus der Gattringer-Orgel (1936).
2. ↑  C-f1 im Prospekt.
3. ↑  Pfeifenmaterial aus der Gattringer-Orgel (1936); 1967 Harfpfeife 8', 2004 von Mathis Orgelbau in 4' umgebaut.
4. ↑  C-H im Prospekt.
5. ↑  C-d0 im Prospekt.
6. ↑  Ab c0. Ursprünglich Terzian II 1 3⁄5′ & 1 1⁄3′ (1967); 2004 von Mathis Orgelbau in Sesquialtera II (2 2⁄3′ & 1 3⁄5′) umgebaut.
7. ↑  Ursprünglich 4fach (1967); der höchste Chor wurde 2004 von Mathis Orgelbau stillgelegt.
8. ↑  Pfeifenmaterial aus der Gattringer-Orgel (1936).
9. ↑  D-cis0 im Prospekt.
10. ↑  Mathis 2004, anstelle von Kornettbass 4' (1967).

## Bilder

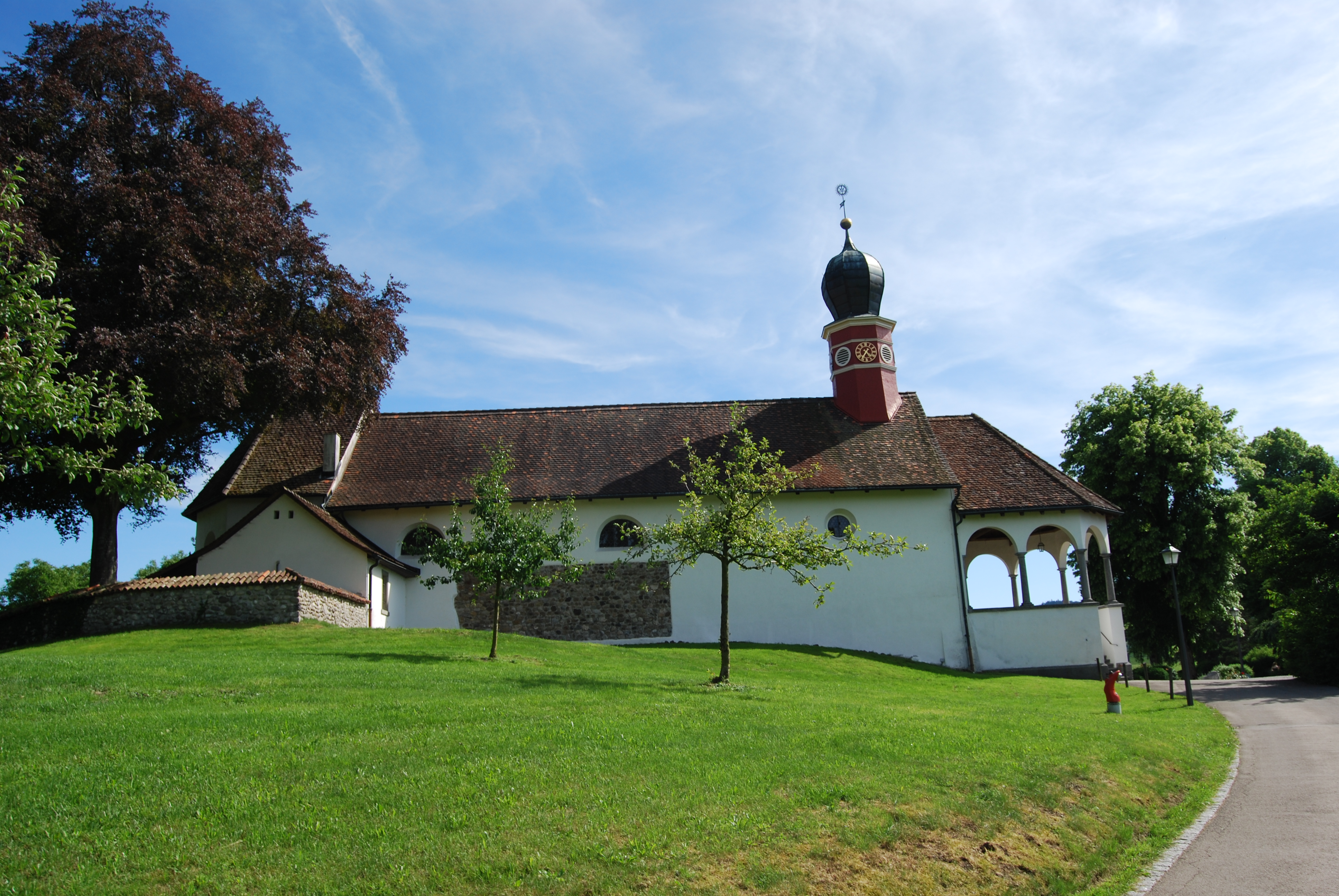
Aussenansicht (2010)
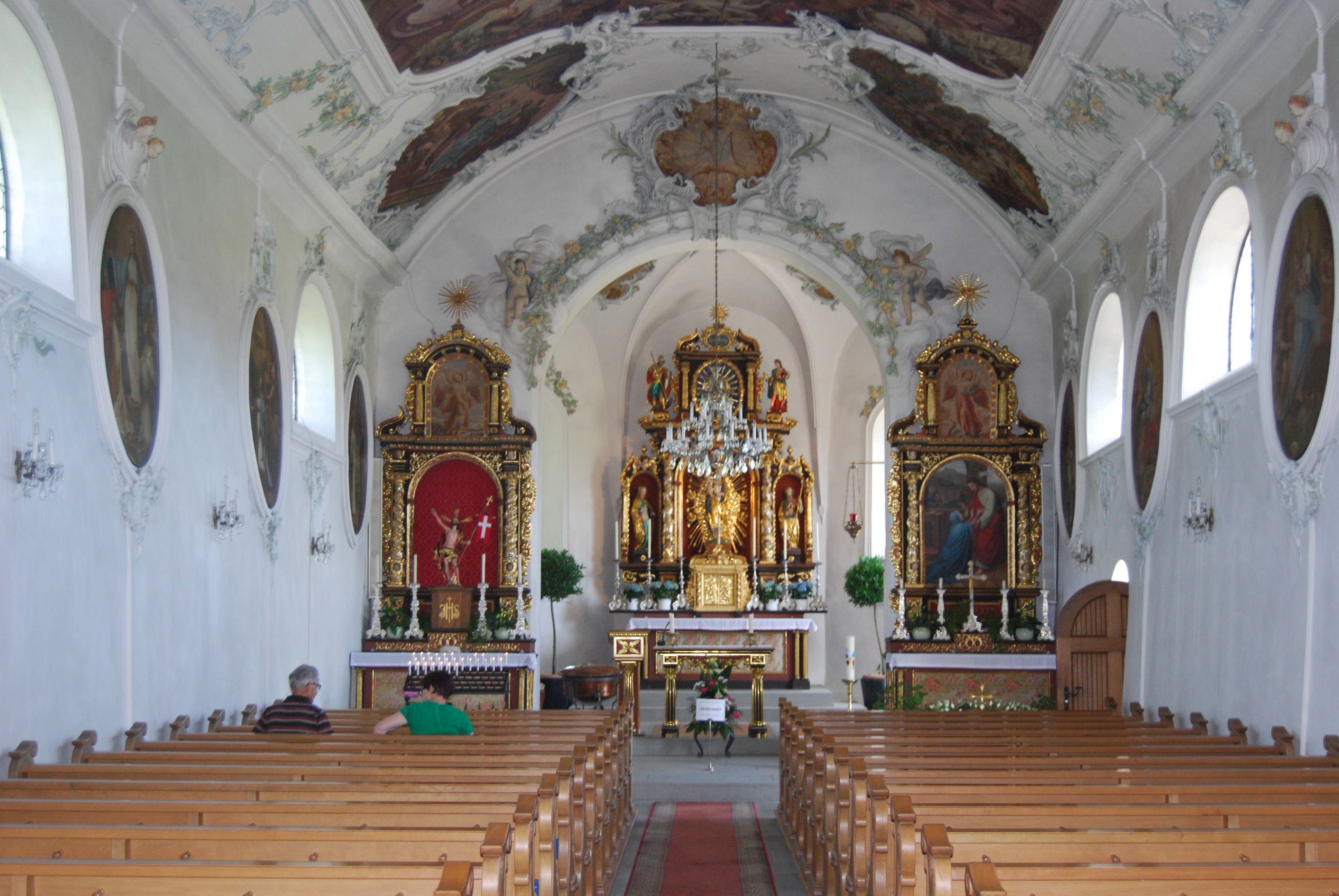
Hoch- und Seitenaltäre (2010)